# La maga delle spezie (film)
La maga delle spezie (The Mistress of Spices) è un film del 2006, basato sull'omonimo romanzo di Chitra Banerjee Divakaruni diretto da Paul Mayeda Berges e interpretato da Aishwarya Rai Bachchan e Dylan McDermott.

## Trama
Tilo, immigrata dall'India, è una negoziante, una chiaroveggente  e una prescelta signora delle spezie. Le spezie che dà ai suoi clienti li aiutano a soddisfare i loro determinati bisogni e desideri, come "sandalo per dissipare ricordi dolorosi, semi di cumino nero per proteggere dal malocchio".
Da ragazza, Tilo è stata iniziata dalla "prima madre", che la mette in guardia sulle regole che deve seguire, o dovrà affrontare terribili conseguenze. Ad esempio non può lasciare mai il suo negozio, non può toccare la pelle delle persone che incontra, e soprattutto non può usare il potere delle spezie a suo beneficio personale.
Tilo finisce nella zona della baia di San Francisco in un negozio chiamato "Spice Bazaar". Tra i clienti di Tilo ci sono Haroun, un tassista, un nonno che si occupa della nipote Geeta, un uomo, Kwesi, che cerca di impressionare la sua ragazza e Jagjit, un adolescente che cerca di adattarsi a scuola.
La sua vita prende una svolta un giorno, quando il giovane architetto Doug si schianta con la moto fuori dal negozio. Tilo tende a ferirsi mentre cerca di ignorare la loro reciproca attrazione. La sua vita cambia quando si sfiorano.
Ma le spezie sono scontente e presto le cose inizieranno a peggiorare nei suoi rapporti con gli altri clienti. Haroun subisce una rapina e viene ferito, la situazione familiare di Geeta non migliora, Jagjit si imbatte nei bulli della scuola, e la ragazza di Kwesi rompe con lui. Doug la incontra quella notte e le dice tristemente che la sua madre nativa americana è morta.
Tilo riconosce che la fonte di queste disgrazie è dovuta alla violazione delle regole. La "prima madre" viene da lei in una visione e la rimprovera per aver scelto Doug. Promette che tornerà in India. Lei fa tutto il possibile per aiutare i suoi clienti un'ultima volta e dice alle spezie che passerà solo una notte con Doug, e poi si dedicherà completamente a loro. Chiude il negozio e va a casa di Doug. Dopo una notte d'amore, gli lascia scritto che deve andarsene e non può tornare, ma che lo amerà sempre profondamente. Poi torna al negozio e dà fuoco alle spezie, con lei al centro delle fiamme, come segno di eterna devozione.
Doug va a cercarla e trova il negozio devastato. Ma Tilo è ancora lì, viva e a malapena cosciente. Non c'è alcun segno di incendio, ma c'è stato un terremoto. Le appare la "prima madre" seduta sulla spiaggia, dicendole che, dimostrando la sua volontà di rinunciare a tutto per le spezie, ora può avere tutto ciò che desidera e le spezie non la abbandoneranno mai più. Doug accetta di aiutarla a ricostruire il negozio, e lei felicemente si riunisce con lui mentre camminano lungo la spiaggia tenendosi per mano.

## Distribuzione
Il film è stato distribuito il 21 aprile 2006.

## Accoglienza
Su Rotten Tomatoes ha un apprezzamento dell'11%.